# 多納特

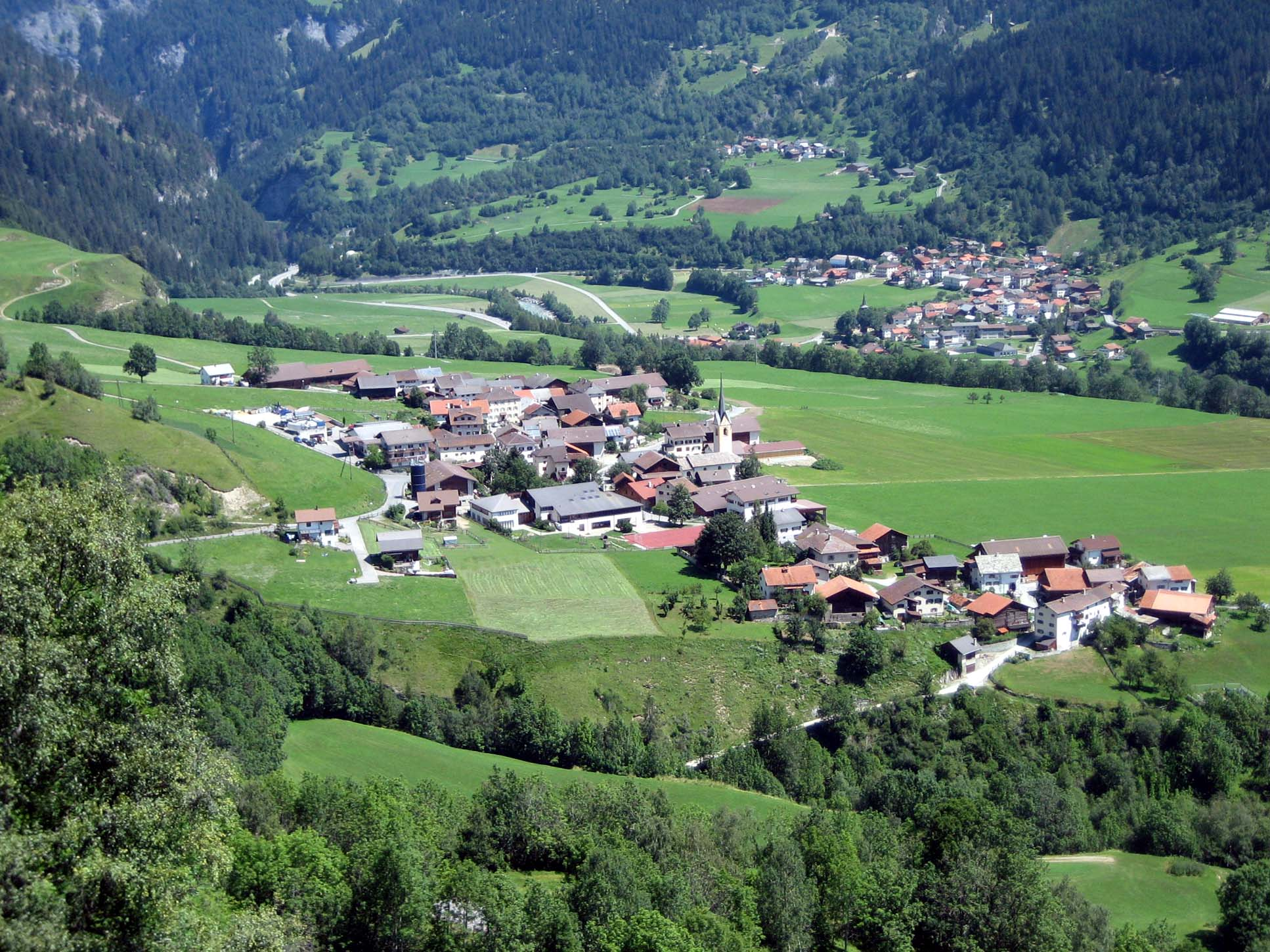

多納特是瑞士的城鎮，位於該國東部，由格勞賓登州負責管轄，面積4.67平方公里，海拔高度1,043米，2011年人口214，超過一半居民使用羅曼什語，人口密度每平方公里46人。

## 外部連結
- Official Web site（页面存档备份，存于）